# Yuliya Paratova
Yuliya Yevguenivna Paratova –en ucraniano, Юлія Євгенівна Паратова– (Odesa, URSS, 7 de enero de 1986) es una deportista ucraniana que compite en halterofilia.
Participó en dos Juegos Olímpicos de Verano, obteniendo una medalla de bronce en Londres 2012, en la categoría de 53 kg, y el octavo lugar en Río de Janeiro 2016. Ganó cinco medallas en el Campeonato Europeo de Halterofilia entre los años 2011 y 2016.

## Palmarés internacional
| Juegos Olímpicos   | Juegos Olímpicos      | Juegos Olímpicos  | Juegos Olímpicos |
| Año                | Lugar                 | Medalla           | Categoría        |
| ------------------ | --------------------- | ----------------- | ---------------- |
| 2012               | Londres (Reino Unido) | Medalla de bronce | 53 kg            |
| Campeonato Europeo |                       |                   |                  |
| Año                | Lugar                 | Medalla           | Categoría        |
| 2011               | Kazán (Rusia)         | Medalla de plata  | 58 kg            |
| 2013               | Tirana (Albania)      | Medalla de oro    | 53 kg            |
| 2014               | Tel Aviv (Israel)     | Medalla de plata  | 53 kg            |
| 2015               | Tiflis (Georgia)      | Medalla de oro    | 53 kg            |
| 2016               | Førde (Noruega)       | Medalla de plata  | 53 kg            |